# 庫布尼亞河
庫布尼亞河是俄羅斯的河流，位於楚瓦什共和國和韃靼斯坦共和國內，屬於斯維亞加河的左支流，流經伏爾加高地北部邊緣，河道全長176公里，流域面積2,480平方公里。